# Angelo Bruno
Angelo „The Gentle Don“ Bruno geb. Angelo Annaloro (* 21. Mai 1910 in Villalba, Sizilien; † 21. März 1980 in Philadelphia, Pennsylvania) war ein italienisch-amerikanischer Mobster der amerikanischen Cosa Nostra und zwei Jahrzehnte lang Boss von der nach ihm benannten Bruno-Familie (Philadelphia Crime Family), auch bekannt als Philly Mob oder Philadelphia-South Jersey Mafia.
Seinen Spitznamen erhielt er, weil er die Schlichtung dem Ausbruch von Gewalttätigkeiten vorzog.

## Leben

### Frühe Jahre
Angelo Bruno wurde unter dem Namen Angelo Annaloro in Villalba in der sizilianischen Provinz Caltanissetta als Sohn eines Lebensmittelhändlers geboren und emigrierte als Jugendlicher in die Vereinigten Staaten. Dort ließ er sich in Philadelphia nieder. Bruno ließ seinen Nachnamen „Annaloro“ streichen und ersetzte ihn durch den Nachnamen seiner Großmutter väterlicherseits. Er war mit Sue Maranca verheiratet und hatte zwei Kinder.
Bruno besaß ein Kammerjäger-Unternehmen in Trenton (New Jersey), ein Unternehmen für Aluminiumprodukte in Hialeah (Florida) und war am Plaza Hotel in Havanna (Kuba) beteiligt. Seinem Sohn Michael (1932–2000) übergab er später das Kammerjägerunternehmen, da er nicht wollte, dass der in seine Fußstapfen tritt. 1928 wurde er das erste Mal wegen Gefährdung im Straßenverkehr verhaftet. Später folgten Festnahmen wegen Verstoßes gegen das Schusswaffengesetz, Schwarzbrennerei, illegalen Glücksspiels und Hehlerei.
Sein Aufstieg zum Familienoberhaupt wird mit seinen Kontakten zur Gambino-Familie in New York in Verbindung gebracht. Er soll Teile seiner Einnahmen an die Familie geschickt haben.

### Familien-Oberhaupt
Im Jahr 1959 wurde Bruno neuer Boss der Philadelphia Crime Family, nachdem Giuseppe „Joseph“ Ida wieder nach Italien ausgewiesen wurde. Im Laufe der nächsten 20 Jahre gelang es ihm im Gegensatz zu anderen Familien, der Beobachtung durch Medien, der Prüfung durch Strafverfolgungsbehörden und größeren Gewaltausbrüchen zu entgehen. Trotz mehrerer Festnahmen betrug seine längste Inhaftierung zwei Jahre, zu denen er verurteilt wurde, da er die Aussage vor einer Grand Jury verweigerte. Bruno untersagte seinen Männern die Beteiligung an Drogengeschäften und widmete sich traditionellen Operationen der Cosa Nostra, wie z. B. der Buchmacherei und der Kreditwucherei. Allerdings gestattete er anderen Gangs in Philadelphia gegen Zahlung einer Umsatzbeteiligung den Handel mit Heroin. Diese Abmachung verärgerte andere Familienmitglieder, die ihrerseits am Gewinn aus den Drogengeschäften beteiligt werden wollten.
Durch die lukrativen Glücksspiel-Geschäfte verkehrte die Familie mit bedeutenden Figuren des Showgeschäfts wie etwa Frank Sinatra oder Vic Damone.
Angelo Bruno wandte eher Bestechung als Mord an. Er versetzte beispielsweise den damaligen soldier (Soldaten) Nicodemo „Little Nicky“ Scarfo in das abgelegenere Atlantic City, da dieser zu brutal gewesen sei.
Bruno musste sich später mit dem Problem befassen, dass die New Yorker Familien im wachsenden, gewinnbringenden Glücksspiel-Geschäft von Atlantic City tätig werden wollten. Die Fünf Familien waren der Ansicht, dass Atlantic City zu viel Gewinn einbrächte, um nur von der Familie aus Philadelphia beherrscht zu werden, obwohl die Stadt lange Zeit als deren Gebiet angesehen worden war. Obwohl Bruno ihnen nach den Regeln der Mafia die Zustimmung hätte verweigern können, erlaubte er den New Yorker Familien gegen eine Gewinnbeteiligung ihre Geschäfte in Atlantic City, da jede einzelne stärker als seine war und jeder Versuch, sie herauszufordern mit seinem Tod enden konnte. Die ihm untergebenen Mitglieder waren mit dieser Entscheidung nicht einverstanden.

### Aufstand und Tod
Mehrere Untergruppen der Familie begannen, sich gegen den alternden Bruno aufzulehnen. Am 21. März 1980 wurde der 69-jährige Bruno durch den Schuss einer Schrotflinte in den Hinterkopf getötet, als er in seinem Auto vor seinem Haus an der Kreuzung der 10th Street und Snyder Avenue in South Philadelphia saß. Man nimmt an, dass der Mordanschlag vom Consigliere Brunos, Antonio Caponigro (alias „Tony Bananas“), angeordnet wurde. Nur wenige Wochen später wurde Caponigros Leiche in einem Leichensack im Kofferraum eines Autos in New York gefunden. Man hatte ihm Scheine im Wert von etwa 300 Dollar in  Mund und Anus gestopft (dieses Vorgehen stellt ein Symbol für Gier dar). Berichten zufolge hat die Kommission Caponigros Tod angeordnet, da er Bruno ohne ihre Genehmigung ermorden ließ. Um einerseits Caponigro ausschalten und andererseits die Bruno-Familie schwächen zu können, ließ Frank „Funzi“ Tieri, der seinerzeitige Boss der Genovese-Familie Caponigro glauben, er habe die Erlaubnis der Kommission, Bruno zu töten. Auch andere Mitglieder der Bruno-Familie, die an Brunos Mord beteiligt gewesen waren, wurden gefoltert und ermordet.

## Filme und Dokumentationen
- 2015: In Legend wird Angelo Bruno von Chazz Palminteri gespielt.
- 2016: In Legend of the Krays – Teil 2 – Der Fall übernahm Michael Instone die Rolle des Bruno.
- 2019: Harvey Keitel verkörpert Bruno in The Irishman.